# Gustav Simon (kirurg)
Gustav Simon, född den 30 maj 1824 i Darmstadt, död den 21 augusti 1876, var en tysk kirurg. 
Simon studerade i Giessen och i Heidelberg, var militärläkare i Darmstadt från 1848 då han blev medicine doktor till 1861. År 1861 blev han ordinarie professor i kirurgi i Rostock, varifrån han 1867 kallades till en professur i Heidelberg. Han ansågs vara en mycket betydande kirurg och utövade stort inflytande på sin vetenskaps framsteg. Under åren 1851 och 1852 var han verksam i Paris. 
Simon studerade som militärläkare särskilt skottskador och publicerade 1851 en bok Über Schusswunden, verbunden mit einem Berichte über die im grossherzoglichen Militärlazareth zu Darmstadt behandelten Verwundeten im Sommer 1849. Men han var också framstående inom plastikkirurgi och gynekologi och kombinerade dessa båda specialiteter i sina operation rörande vesikovaginalfistlar. 
Han var också först med att visa att man kan operera ut en njure och att den friska njure som blir kvar tar över de nödvändiga funktionerna. Hans kirurgiska behandling av njursjukdomar (1869) framställs i  Chirurgie der Nieren (2 band, 1871-76). År 1872 var han med och grundade Deutsche Gesellscahft für Chirurgie. Simon var till följd av höftproblem sängliggande under längre prioder, under vilka han skrev många av sin artiklar och böcker.